# Jane Lynchová

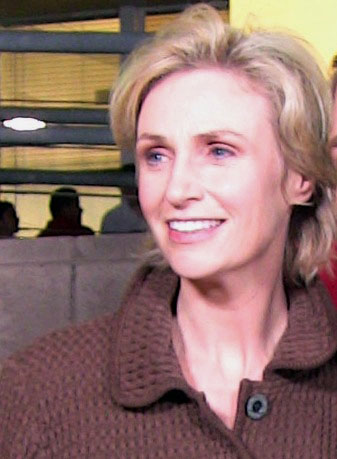
Jane Lynchová

Jane Marie Lynchová (* 14. července 1960, Evergreen Park, Illinois, USA) je americká komička, herečka a zpěvačka.

## Dětství
Lynchová se narodila a vyrůstala v městě Dolton v Illinois jako dcera bankéře a ženy pracující v domácnosti. Vyrůstala v katolické rodině a navštěvovala střední školu Thornridge. Obdržela bakalářský titul v oboru herectví na státní škole v Illinois a titul magistry na Cornellově univerzitě.

## Kariéra
Lynchová strávila 15 let v Chicagu, když hrála v divadelní společnosti Steppenwolf. Když dělala konkurz, byla jedna ze dvou žen, kterou vybrali do komedie The Second City. Poté pokračovala v hraní v komediích a odešla do divadla Annovance do hry The Real Live Brady Bunch, kde hrála Carol Brady.
V roce 1988 hrála svou první roli ve filmu Splněné přání, poté hrála vedlejší roli doktorky po boku Harrisona Forda ve filmu Uprchlík. Poté se objevila v mnoha televizních seriálech – např. Gilmorova děvčata, Přátelé, Jmenuju se Earl, Dva a půl chlapa, Veronica Mars a v řadě dalších.
Natočila mnoho televizních reklam, například na cereálie Frosted Flakes. Od roku 2009 hraje trenérku roztleskávaček Sue Sylvester v seriálu Glee. Za tuto roli dostala cenu Emmy a Zlatý glóbus.
Dostala mnoho cen a ocenění. 18. září 2011 uváděla vyhlášení cen Emmy a bude třetí ženou v historii, která bude Emmy uvádět sama.

## Osobní život
V roce 2010 se provdala za doktorku Laru Embryovou, se kterou se seznámila na charitativní akci v San Franciscu. V červenci 2013 zažádala Embry o rozvod, ten se uskutečnil v lednu roku 2014.